# Cyprien und Daphrose Rugamba

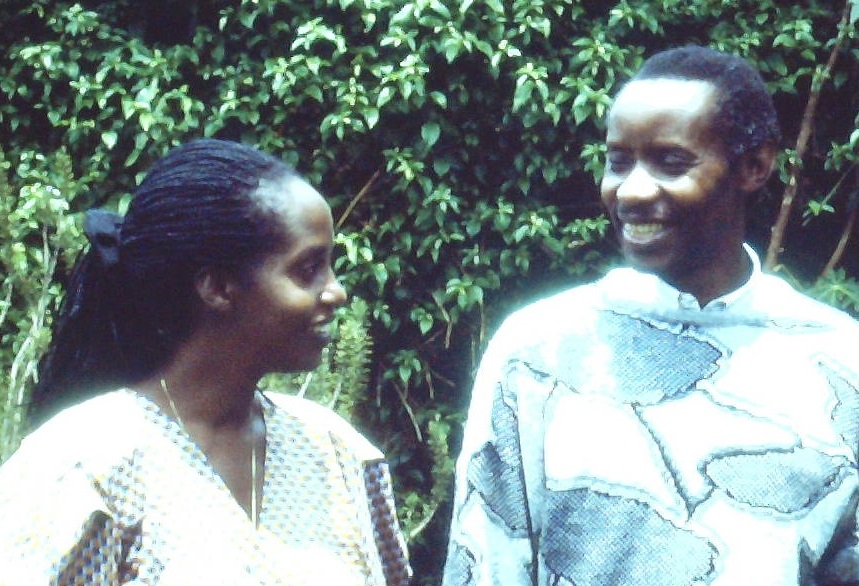
Cyprien und Daphrose Rugamba 1992 in ihrem Garten in Kigali

Cyprien (1935–1994) und Daphrose (1944–1994) Rugamba engagierten sich für den Frieden in Ruanda und bauten dort 1990 die Gemeinschaft Emmanuel auf. Sie starben zusammen mit sechs ihrer Kinder zu Beginn des Völkermords in Ruanda 1994. 2015 eröffnete die römisch-katholische Kirche den Seligsprechungsprozess für das Ehepaar und die ermordeten Kinder.

## Biografie

### Cyprien Rugamba
Cyprien wurde ca. 1935 unter dem Namen Sipiriyani Rugamba im Süden Ruandas geboren. Nach der Schule besuchte er ein römisch-katholisches Priesterseminar, verließ es aber 1959 wieder und konnte – nach eigenen Angaben – nicht mehr an Gott glauben. Er studierte Geschichte in Burundi und in Belgien. Zurück in Ruanda wurde er als Historiker, vor allem aber als Poet, Musiker, Komponist und Choreograph bekannt. Seine Lieder werden bis heute in Ruanda gesungen. Ein großes Anliegen war ihm dabei die Förderung der ruandischen Kultur – ungeachtet der ethnischen Differenzen, die schon damals für Spannungen in dem Land sorgten.
Von 1974 bis 1989 war er Direktor des Institut National de recherche scientifique (Nationalinstitut für wissenschaftliche Studien) in Butare. Er gründete 1976 in Butare das Amasimbi nʼAmakombe Ballet, eine Gruppe, die alle ruandischen Ethnien vereinte und sich dem traditionellen ruandischen Tanz widmete.
Posthum wurde er 2018 von der ruandischen Nationalkommission für Einheit und Versöhnung zum „Zeugen der Einheit“ ernannt.

### Daphrose Rugamba
Daphrose Mukansanga wurde 1944 in Cyanika im Süden Ruandas geboren. Sie wurde Lehrerin in der Nähe von Butare. Sie war fest in der römisch-katholischen Kirche verwurzelt.

### Ehe und Engagements
1963 wurde im Rahmen von ethnischen Unruhen die Verlobte Cyprien Rugambas ermordet. 1965 heiratete er Daphrose Mukansanga, eine Verwandte seiner Verlobten. Die Ehe war turbulent. Cyprien verstieß seine Frau sogar für einige Zeit. Daphrose nahm nicht zuletzt aufgrund ihrer religiösen Überzeugung auch ein außereheliches Kind ihres Mannes mit in ihre Familie auf.
1982 wurde Cyprien schwer krank, ohne dass ihm die Ärzte helfen konnten. Wie durch ein Wunder wurde er geheilt und soll er sich nun Gott zugewandt und fest an ihn geglaubt haben. Sein wieder entdeckter Glaube führte auch zur Versöhnung mit seiner Frau. Die Veränderung seiner Haltung gegenüber seiner Frau war so stark, dass viele Außenstehende dies bemerkten. Gemeinsam setzten sie sich unter anderem in der Ehepastoral ein. Aus ihrer eigenen Erfahrung heraus konnten sie authentisch für Versöhnung in der Ehe eintreten.
1989 lernten sie bei einer Reise nach Frankreich in Paray-le-Monial die katholische Gemeinschaft Emmanuel kennen, die sie ein Jahr später in Ruanda gründeten und aufbauten.
Ein weiteres Engagement galt den Straßenkindern Kigalis. Sie schufen Anfang der 90er Jahre einen Ort, zu dem die Kinder kommen und Hilfe erfahren konnten. 1995, ein Jahr nach ihrem Tod, nahm das Straßenkinderzentrum als Centre Cyprien et Daphrose Rugamba seine Arbeit wieder auf.
Ein weiteres Anliegen war der Frieden innerhalb der ruandischen Bevölkerung. Cyprien setzte sich unter anderem öffentlich dafür ein, die Erfassung der Ethnie in den Ausweisdokumenten zu unterlassen.

### Ermordung und Prozess zur Seligsprechung
Aufgrund ihres Engagements für die Einheit und den Frieden in Ruanda und ihres öffentlichen Eintretens gegen die ethnische Spaltung wurden Cyprien und Daphrose Rugamba zusammen mit sechs ihrer zehn Kinder sowie einer Cousine der Kinder bereits am zweiten Tag des Völkermords in Ruanda, am 7. April 1994, in Kigali ermordet.
2015 eröffnete die römisch-katholische Kirche das Seligsprechungsverfahren für die ermordete Familie. Im September 2021 wurde die diözesane Phase des Verfahrens mit der Übergabe der gesammelten Dokumente an den Vatikan abgeschlossen, wo nun die Unterlagen geprüft und ggf. weitere Schritte erfolgen werden.